# Campeonato Europeu de Atletismo em Pista Coberta de 2002
O 27º Campeonato Europeu de Atletismo em Pista Coberta foi realizado no Pabellón Ferry Dusika, em Viena, Áustria, entre os dias 1 e 3 de março de 2002. 45 nações participaram do torneio com 558 atletas em 28 modalidades

## Medalhistas
Masculino 
| Evento               | Ouro                                                                                             | Prata                                                                                    | Bronze                                                                                          |
| 60 m                 | Jason Gardener · Reino Unido · 6 s 49                                                            | Mark Lewis-Francis · Reino Unido · 6 s 55                                                | Anatoliy Dovhal · Ucrânia · 6 s 62                                                              |
| 200 m                | Marcin Urbas · Polónia · 20 s 64                                                                 | Christian Malcolm · Reino Unido · 20 s 65                                                | Robert Mackowiak · Polónia · 20 s 77                                                            |
| 400 m                | Marek Plawgo · Polónia · 45 s 39                                                                 | Jimisola Laursen · Suécia · 45 s 59                                                      | Ioan Vieru · Roménia · 46 s 17                                                                  |
| 800 m                | Pawel Czapiewski · Polónia · 1 min 44 s 78                                                       | André Bucher · Suíça · 1 min 44 s 93                                                     | Antonio Reina · Espanha · 1 min 45 s 25                                                         |
| 1500 m               | Rui Silva · Portugal · 3 min 49 s 93                                                             | Juan Carlos Higuero · Espanha · 3 min 50 s 08                                            | Michael East · Reino Unido · 3 min 50 s 52                                                      |
| 3000 m               | Alberto García · Espanha · 7 min 43 s 89                                                         | Antonio Jiménez · Espanha · 7 min 46 s 49                                                | Jesús España · Espanha · John Mayock · Reino Unido · 7 min 48 s 08                              |
| 60 m com barreiras   | Colin Jackson · Reino Unido · 7 s 40                                                             | Elmar Lichtenegger · Áustria · 7 s 44                                                    | Stanislavs Olijars · Letônia · 7 s 51                                                           |
| 4x400 m              | Polónia · Marek Plawgo · Piotr Rysiukiewicz · Artur Gąsiewski · Robert Maćkowiak · 3 min 05 s 50 | França · Marc Foucan · Laurent Claudel · Loic Lerouge · Stéphane Diagana · 3 min 06 s 42 | Espanha · Carlos Meléndez · David Canal · Salvador Rodríguez · Alberto Martínez · 3 min 06 s 60 |
| salto em altura      | Staffan Strand · Suécia · 2,34 m                                                                 | Stefan Holm · Suécia · 2,30 m                                                            | Yaroslav Rybakov · Rússia · 2,30 m                                                              |
| salto com vara       | Tim Lobinger · Alemanha · 5,75 m                                                                 | Patrik Kristiansson · Suécia · 5,75 m                                                    | Lars Börgeling · Alemanha · 5,75 m                                                              |
| salto em comprimento | Raúl Fernández · Espanha · 8,22 m                                                                | Yago Lamela · Espanha · 8,17 m                                                           | Petar Datchev · Bulgária · 8,17 m                                                               |
| salto triplo         | Christian Olsson · Suécia · 17,54 m                                                              | Marian Oprea · Roménia · 17,22 m                                                         | Aleksandr Glavatskiy · Bielorrússia · 17,05 m                                                   |
| arremesso de peso    | Manuel Martínez · Espanha · 21,26 m                                                              | Joachim Olsen · Dinamarca · 21,23 m                                                      | Pavel Chumachenko · Rússia · 20,30 m                                                            |
| heptatlo             | Roman Šebrle · Chéquia · 6 280 pts                                                               | Tomáš Dvořák · Chéquia · 6 165 pts                                                       | Erki Nool · Estónia · 6 084 pts                                                                 |

Feminino 
| Evento               | Ouro | Prata                                                                                      | Bronze                                                                                       |
| 60 m                 | Kim Gevaert · Bélgica · 7 s 16                                                                           | Marina Kislova · Rússia · 7 s 18                                                           | Georgia Kokloni · Grécia · 7 s 22                                                            |
| 200 m                | Muriel Hurtis · França · 22 s 52                                                                         | Karin Mayr · Áustria · 22 s 70                                                             | Gabi Rockmeier · Alemanha · 23 s 05                                                          |
| 400 m                | Natalya Antyukh · Rússia · 51 s 65                                                                       | Claudia Marx · Alemanha · 52 s 15                                                          | Karen Shinkins · Irlanda · 52 s 17                                                           |
| 800 m                | Jolanda Ceplak · Eslovênia · 1 min 55 s 82                                                               | Stephanie Graf · Áustria · 1 min 55 s 85                                                   | Elisabeth Grousselle · França · 2 min 01 s 46                                                |
| 1500 m               | Yekaterina Puzanova · Rússia · 4 min 06 s 30                                                             | Elena Iagăr · Roménia · 4 min 06 s 90                                                      | Alesya Turova · Bielorrússia · 4 min 07 s 69                                                 |
| 3000 m               | Marta Domínguez · Espanha · 8 min 53 s 87                                                                | Carla Sacramento · Portugal · 8 min 53 s 96                                                | Yelena Zadorozhnaya · Rússia · 8 min 58 s 36                                                 |
| 60 m com barreiras   | Linda Ferga · França · 7 s 96                                                                            | Kirsten Bolm · Alemanha · 7 s 97                                                           | Patricia Girard · França · 7 s 98                                                            |
| 4x400 m              | Bielorrússia · Yekatarina Stankevich · Iryna Khliustava · Anna Kozak · Sviatlana Usovich · 3 min 32 s 24 | Polónia · Anna Pacholak · Aneta Lemiesz · Anna Zagórska · Grażyna Prokopek · 3 min 32 s 45 | Itália · Daniela Reina · Patrizia Spuri · Carla Barbarino · Danielle Perpoli · 3 min 36 s 49 |
| salto em altura      | Marina Kuptsova · Rússia · 2,03 m                                                                        | Dóra Gyõrffy · Hungria · 1,95 m                                                            | Kajsa Bergqvist · Suécia · 1,95 m                                                            |
| salto com vara       | Svetlana Feofanova · Rússia · 4,75 m                                                                     | Yvonne Buschbaum · Alemanha · 4,65 m                                                       | Monika Pyrek · Polónia · 4,60 m                                                              |
| salto em comprimento | Níki Xánthou · Grécia · 6,74 m                                                                           | Olga Rublyova · Rússia · 6,74 m                                                            | Lyudmila Galkina · Rússia · 6,68 m                                                           |
| salto triplo         | Tereza Marinova · Bulgária · 14,81 m                                                                     | Ashia Hansen · Reino Unido · 14,71 m                                                       | Yelena Oleynikova · Rússia · 14,30 m                                                         |
| arremesso de peso    | Vita Pavlysh · Ucrânia · 19,76 m                                                                         | Assunta Legnante · Itália · 18,60 m                                                        | Lieja Koeman · Países Baixos · 18,53 m                                                       |
| pentatlo             | Yelena Prokhorova · Rússia · 4 622 pts                                                                   | Naide Gomes · Portugal · 4 595 pts                                                         | Carolina Kluft · Suécia · 4 535 pts                                                          |

## Quadro de medalhas
| Ordem | País          | Medalha de ouro | Medalha de prata | Medalha de bronze | Total |
| ----- | ------------- | --------------- | ---------------- | ----------------- | ----- |
| 1     | Rússia        | 5               | 2                | 4                 | 11    |
| 2     | Espanha       | 4               | 3                | 3                 | 10    |
| 3     | Polónia       | 4               | 1                | 2                 | 7     |
| 4     | Suécia        | 2               | 4                | 1                 | 7     |
| 5     | Reino Unido   | 2               | 3                | 2                 | 7     |
| 6     | França        | 2               | 1                | 1                 | 4     |
| 7     | Bélgica       | 2               | 0                | 0                 | 2     |
| 8     | Alemanha      | 1               | 3                | 2                 | 6     |
| 9     | Portugal      | 1               | 2                | 0                 | 3     |
| 9     | Chéquia       | 1               | 2                | 0                 | 3     |
| 11    | Ucrânia       | 1               | 0                | 2                 | 3     |
| 12    | Grécia        | 1               | 0                | 1                 | 2     |
| 12    | Bulgária      | 1               | 0                | 1                 | 2     |
| 14    | Eslovênia     | 1               | 0                | 0                 | 1     |
| 15    | Áustria       | 0               | 3                | 0                 | 3     |
| 16    | Roménia       | 0               | 2                | 1                 | 3     |
| 17    | Itália        | 0               | 1                | 1                 | 2     |
| 18    | Suíça         | 0               | 1                | 0                 | 1     |
| 18    | Dinamarca     | 0               | 1                | 0                 | 1     |
| 18    | Hungria       | 0               | 1                | 0                 | 1     |
| 21    | Irlanda       | 0               | 0                | 1                 | 1     |
| 21    | Bielorrússia  | 0               | 0                | 2                 | 2     |
| 23    | Países Baixos | 0               | 0                | 1                 | 1     |
| 23    | Estónia       | 0               | 0                | 1                 | 1     |
| 23    | Letônia       | 0               | 0                | 1                 | 1     |

## Participantes por nacionalidade
| - Albânia (3) - Andorra (2) - Armênia (1) - Áustria (33) - Azerbaijão (2) - Bielorrússia (12) - Bélgica (10) - Bósnia e Herzegovina (2) - Bulgária (12) - Croácia (8) - Chipre (8) - Chéquia (24) - Dinamarca (5) - Estónia (5) - Finlândia (9) | - França (41) - Geórgia (1) - Alemanha (27) - Reino Unido (21) - Grécia (17) - Hungria (17) - Islândia (2) - Irlanda (14) - Israel (4) - Itália (28) - Letônia (4) - Lituânia (3) - Luxemburgo (1) - Malta (3) - Moldávia (2) | - Países Baixos (12) - Noruega (4) - Polónia (24) - Portugal (18) - Roménia (12) - Rússia (56) - San Marino (1) - Eslováquia (10) - Eslovênia (21) - Espanha (35) - Suécia (16) - Suíça (6) - Turquia (7) - Ucrânia (11) - Iugoslávia (4) |